# 红星镇 (哈尔滨市)
红星镇是中国黑龙江省哈尔滨市阿城区下辖的一个镇，位于阿城市东部。